# Lazar Nikolić
Lazar Nikolić (in serbo Лазар Николић?; Leskovac, 1º agosto 1999) è un calciatore serbo, centrocampista del Vojvodina.

## Caratteristiche tecniche
È un esterno sinistro.

## Carriera

### Club
Cresciuto nel settore giovanile dell'OFK Belgrado, ha debuttato fra i professionisti il 21 settembre 2016 in occasione dell'incontro di Kup Srbije perso 6-1 contro lo Sloboda Užice. Nei due anni seguenti ha giocato per Partizan e SPAL collezionando alcune apparizioni in panchina ma senza disputare alcun incontro ufficiale. Rimasto svincolato, l'11 ottobre 2019 si è accordato con il Javor Ivanjica, nella massima serie serba.

### Nazionale
Ha giocato nelle nazionali giovanili serbe Under-18 ed Under-19.

## Statistiche
Statistiche aggiornate al 19 novembre 2020.

### Presenze e reti nei club
| Stagione        | Squadra         | Campionato      | Campionato | Campionato | Coppe nazionali | Coppe nazionali | Coppe nazionali | Coppe continentali | Coppe continentali | Coppe continentali | Altre coppe | Altre coppe | Altre coppe | Totale | Totale | Totale |
| Stagione        | Squadra         | Comp            | Pres       | Reti       | Comp            | Pres            | Reti            | Comp               | Pres               | Reti               | Comp        | Pres        | Reti        | Pres   | Reti   |        |
| --------------- | --------------- | --------------- | ---------- | ---------- | --------------- | --------------- | --------------- | ------------------ | ------------------ | ------------------ | ----------- | ----------- | ----------- | ------ | ------ | ------ |
| 2016-2017       | OFK Belgrado    | SL              | 2          | 0          | CS              | 1               | 0               |                    | -                  | -                  |             | -           | -           | 3      | 0      |        |
| 2017-2018       | Partizan        | SL              | 0          | 0          | CS              | 0               | 0               |                    | -                  | -                  |             | -           | -           | 0      | 0      |        |
| 2018-2019       | SPAL            | A               | 0          | 0          | CI              | 0               | 0               |                    | -                  | -                  |             | -           | -           | 0      | 0      |        |
| 2019-2020       | Javor Ivanjica  | SL              | 13         | 0          | CS              | 0               | 0               |                    | -                  | -                  |             | -           | -           | 13     | 0      |        |
| 2020-2021       | Javor Ivanjica  | SL              | 12         | 0          | CS              | 1               | 0               |                    | -                  | -                  |             | -           | -           | 13     | 0      |        |
| Totale carriera | Totale carriera | Totale carriera | 27         | 6          |                 | 2               | 0               |                    | -                  | -                  |             | -           | -           | 29     | 6      |        |

## Palmarès

### Club

#### Competizioni nazionali
- Campionato serbo: 1

Stella Rossa: 2023-2024
- Coppa di Serbia: 1

Stella Rossa: 2023-2024